# Fendelha
Fendelha (en francès Fendeille) és un municipi del departament de l'Aude a la regió francesa d'Occitània.